# Andrenosoma chalybeum
Andrenosoma chalybeum là một loài ruồi trong họ Asilidae. Andrenosoma chalybeum được Williston miêu tả năm 1885. Loài này phân bố ở vùng Tân nhiệt đới.